# Аксилу
Аксѝлу (на гръцки: Αξύλου) е село в Кипър, окръг Пафос. Според статистическата служба на Република Кипър през 2001 г. селото има 46 жители.
Намира се на 12 км северно от Ахелейя.